# Їржі Бургер
Їржі Бургер (чеськ. Jiří Burger, 8 травня 1977, Кладно) — чеський хокеїст, нападник, по завершенні ігрової кар'єри — тренер.

## Ігрова кар'єра
Свою кар'єру хокеїста почав у клубі ХК «Кладно». Запрошувався до складу юнацької та молодіжної збірних Чехії, неодноразово виступав у складі національної збірної. Сезони 2000/02 років нападник провів у клубі «Всетін». З сезону 2002/03 років виступає у складі «Вітковіце», є одним із лідерів команди, у сезоні 2004/05 років та з 2009 по 2013 роки був капітаном клубу. 20 листопада 2009 року став 52 членом Клубу хокейних снайперів. Брав участь у Кубку Шпенглера 2011 та 2012 років.
Після завершення кар'єри хокеїста з 2020 року займається тренерською діяльністю в хокейному клубі «Кладно», спочатку як асистент, в сезоні 2022-23 як головний тренер, зараз як спортивний менеджер.